# Tripogon jacquemontii
Tripogon jacquemontii là một loài thực vật có hoa trong họ Hòa thảo. Loài này được Stapf miêu tả khoa học đầu tiên năm 1892.